# Johann Heinrich Steudel
Johann Heinrich Steudel (31. března 1825 Schaumburgergrund – 13. září 1891 Baden) byl rakouský politik německé národnosti, v 2. polovině 19. století poslanec Říšské rady a náměstek starosty Vídně.

## Biografie
Jeho otec provozoval velký hostinec na okraji Vídně, poblíž křižovatky dvou silnic přicházejících z Uherska. Pocházel z protestantské rodiny, byl evangelického vyznání. Vystudoval akademické gymnázium ve Vídni. Studoval pak angličtinu, francouzštinu, hudbu a zpěv, ale kvůli onemocnění otce nemohl pokračovat v studiích a převzal správu rodinného hostince. V letech 1844–1846 podnikl cesty do západní Evropy. Po smrti otce již trvale žil ve Vídni. Díky spekulacím s akciemi nabyl značné jmění.

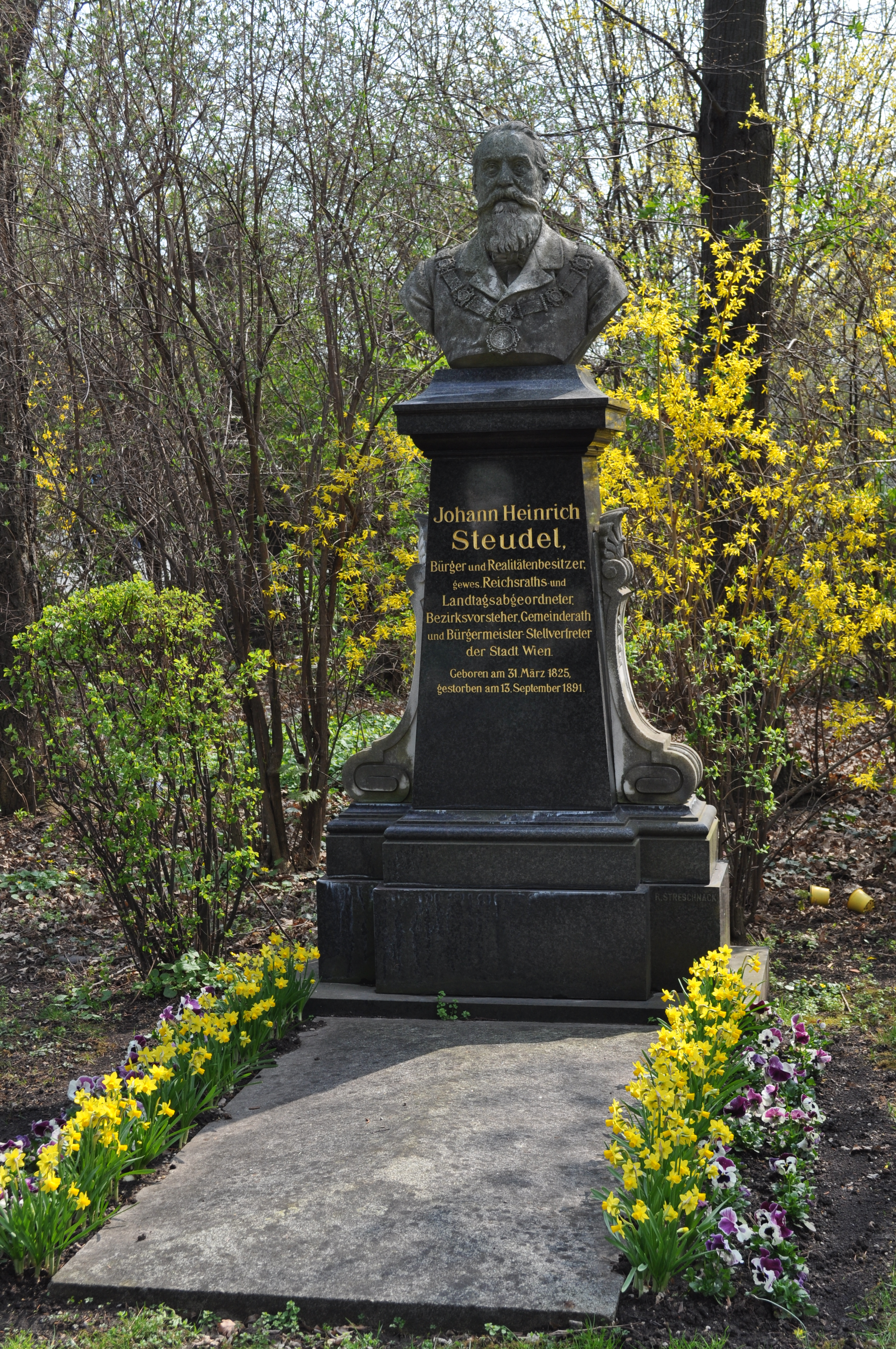
Hrob Johanna Heinricha Steudela na vídeňském ústředním hřbitově.

Byl veřejně a politicky aktivní. V roce 1861 spoluzakládal první vídeňský Turnverein a podílel se na založení první mateřské školy. V roce 1861 se stal členem vídeňské obecní rady. Zde patřil k liberální levici. V polovině 60. let patřil mezi iniciátory odštěpení radikálně levicové frakce a od roku 1866 byl jejím předsedou v obecní radě. V roce 1882 byl zvolen druhým náměstkem starosty Vídně a od roku 1889 zastával funkci prvního náměstka. Díky jeho iniciativě došlo v roce 1874 k vytvoření nového X. vídeňského okresu Favoriten. V letech 1875–1883 byl pak jeho prvním starostou. Ve vídeňské obecní radě zasedal do své smrti roku 1891.
Dlouhodobě zasedal jako poslanec Dolnorakouského zemského sněmu, kam nastoupil roku 1867 za obvod Margareten. Členem sněmu zůstal až do roku 1890, kdy ho v zemských volbách porazil křesťanský sociál Karl Lueger. Na sněmu zastupoval kurii měst, obvod Vídeň V.
Byl také poslancem Říšské rady (celostátního parlamentu Předlitavska), kam nastoupil v prvních přímých volbách roku 1873 za kurii městskou v Dolních Rakousích, obvod Vídeň, V. okres. Ve volbách roku 1879 zde mandát obhájil. V roce 1873 se uvádí jako Johann Steudel, majitel nemovitostí, bytem Vídeň.
V roce 1873 do parlamentu nastupoval za blok německých ústavověrných liberálů (tzv. Ústavní strana, centralisticky a provídeňsky orientovaná), v jehož rámci představoval mladoněmecké křídlo. Společně s politiky jako Ferdinand Kronawetter či Johann Umlauft patřil mezi hlavní postavy radikálně demokratického a levicově liberálního proudu s centrem ve vídeňské komunální politice. Do volených funkcí vstupovali s deklaraci politiky coby občanského poslání, ale brzy se vyprofilovali jako profesionální politici. Už v roce 1868 se vyslovil pro přímé volby do Říšské rady a pro všeobecné volební právo. Na Říšské radě tvořili malou pětičlennou tzv. Demokratickou frakci, organizovanou okolo vídeňské Demokratische Gesellschaft, která v 70. letech dočasně spojila ideály německého liberalismu a aspirace měšťanstva. Během několika let se ale voličská základna této skupiny začala rozpadat, protože živnostníci jako vlivná voličská skupina nesouhlasili se sociální rétorikou a vstřícností vůči dělnickému hnutí, kterou projevovali demokraté. Zatímco v roce 1873 měla Demokratische Gesellschaft cca 1400 členů, v roce 1876 již to bylo jen cca 200 osob. V říjnu 1879 je zmiňován na Říšské radě coby člen mladoněmeckého Klubu sjednocené Pokrokové strany (Club der vereinigten Fortschrittspartei).
Zemřel v září 1891 na pravidelném letním pobytu v Badenu.